# Agwé
Agwé, även stavat Agoueh är inom voodoo, särskilt på Haiti, en loa, som härskar över havet, fiskarna och havsväxterna, och sjömännen och fiskarnas beskyddare. Han är gift med Erzulie Freda och La Sirene. Hans färger är blått och vitt, och ibland brunt. Till Agwe offras champagne, krut, leksaksskepp, exotiska frukter, rom, kastrerade baggar som färgats med indigo.
Agwé förekommer som en rollfigur i musikalen Once on This Island, som havsguden. I TV-programmet Robinson Karibien kallades ett av lagen Agwe.